# El Salvador en los Juegos Paralímpicos de Atenas 2004
El Salvador estuvo representado en los Juegos Paralímpicos de Atenas 2004 por dos deportistas, un hombre y una mujer. El equipo paralímpico salvadoreño no obtuvo ninguna medalla en estos Juegos.